# Mohanad Salem
Al Amim Mohannad Salem Ghazy Al-Enazi  (tiếng Ả Rập: مهند سالم; sinh ngày 1 tháng 3 năm 1985) là một cầu thủ bóng đá Các Tiểu vương quốc Ả Rập Thống nhất thi đấu ở UAE League cho Al Ain Club ở vị trí hậu vệ. Anh là anh trai của cầu thủ bóng đá Qatar đã giải nghệ, Mohammed Salem Al-Enazi.
Anh cs 3 lần góp mặt ở Giải vô địch bóng đá các câu lạc bộ châu Á 2010. Anh cũng từng 3 lần đại diện đội tuyển quốc gia UAE.

## Sự nghiệp quốc tế

### Bàn thắng quốc tế
Tỉ số và kết quả liệt kê bàn thắng của Các Tiểu vương quốc Ả Rập Thống nhất trước.
| Bàn thắng | Ngày                | Địa điểm                                              | Đối thủ  | Tỉ số | Kết quả | Giải đấu                 |
| --------- | ------------------- | ----------------------------------------------------- | -------- | ----- | ------- | ------------------------ |
| 1.        | 27 tháng 5 năm 2014 | Sân vận động Fontenette, Carouge, Thụy Sĩ             | Armenia  | 3–4   | 3–4     | Giao hữu                 |
| 2.        | 3 tháng 9 năm 2015  | Sân vận động Thành phố Thể thao Zayed, Abu Dhabi, UAE | Malaysia | 1–0   | 10–0    | Vòng loại World Cup 2018 |

## Danh hiệu
Các Tiểu vương quốc Ả Rập Thống nhất
- Cúp các quốc gia Vùng Vịnh: 2013
- Cúp bóng đá châu Á hạng ba: 2015